# Židovští uprchlíci

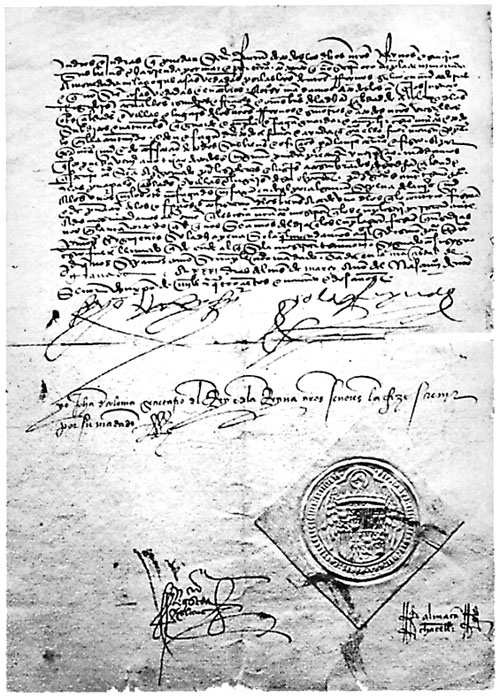
Dekret z Alhambry, na jehož základě byli roku 1492 Židé vyhnání ze Španělska

Pod označením židovští uprchlíci se rozumí Židé, jenž byli nuceni opustit své bydliště v důsledku pronásledování z důvodu své etnické či náboženské příslušnosti. K tomu často docházelo v důsledku antisemitismu – druhu xenofobie a ideologického nepřátelství vůči Židům, jakožto etnické či náboženské skupině.
Mezi události, při kterých došlo k největším pohybům židovských uprchlíků patří vyhnání Židů z Palestiny Římany v letech 70 a 130 n. l., pronásledování Židů ze strany katolické církve ve středověké Evropě (například vyhnání Židů ze Španělska v roce 1492), pogromy v pásmu osídlení ruské říše, masové vyhánění a vraždění nacisty během holocaustu a pronásledování Židů v arabských zemích, vedoucí k židovskému exodu z arabských zemí.
Touha Židů získat útočiště byla jedním z impulsů pro vznik sionistického hnutí a založení státu Izrael.